# Chelus
Chelus è un genere di tartarughe d'acqua dolce originarie del Sud America, comunemente note come mata mata.
Precedentemente considerato un genere monotipico, ora è costituito da due specie dopo che la specie Chelus orinocensis è stata identificata nel 2020 da un'analisi genomica.

## Specie
Il genere contiene due specie:
- Chelus fimbriatus
- Chelus orinocensis

### Specie fossili
- †Chelus colombiana

Originariamente, erano riconosciute due specie fossili di Chelus: C. lewisi, dalla Formazione Urumacu, risalente al Miocene del Venezuela, e C. colombiana, nominata originariamente per resti ritrovati nella Formazione Villavieja, risalente al Miocene medio della Colombia, ma in seguito ritrovata anche a Estado do Acre, risalente al Miocene superiore, in Brasile, e nella Formazione Barzalosa della Colombia, risalente al Miocene inferiore. Entrambe furono nominate da Roger C. Wood, nel 1976. Essendo stata ritrovati in siti datati al Miocene inferiore, rendono C. colombiana la più antica tartaruga mata mata conosciuta, sebbene una vertebra cervicale risalente al Cretaceo superiore dall'Argentina, indicherebbe la presenza di una forma basale ancora più antica. Alcuni esemplari fossili di mata mata rinvenuti in varie località brasiliane potrebbero rappresentare una specie aggiuntiva, sebbene esista la possibilità che questi esemplari siano in realtà esemplari giovani di C. lewisi o di C. colombiana.(Lapparent de Broin et al., 1993) Altri fossili di mata mata del Pliocene-Pleistocene dal Brasile sono stati interpretati da Wood (1976) come una nuova specie, sebbene tale interpretazione non abbia avuto seguito da parti di successivi autori. Le specie C. lewisi e C. colombiana sono distinguibili tra loro per dettagli delle ossa del carapace e la forma delle cicatrici pelviche. Tuttavia, Ferreira et al. (2016) hanno dimostrato che supposte caratteristiche tra le due specie, in realtà rientrano nella gamma di variazioni individuali, e poiché i resti di C. lewisi sono tendenzialmente più piccoli di quelli di C. colombiana, ipotizzano che tali differenze siano attribuibili a stadi ontogenetici. Pertanto C. lewisi divenne sinonimo di C. colombiana, di cui rappresenterebbe la forma giovanile. Inoltre, Ferreira et al. ipotizzano che C. colombiana possa essere l'antenato diretto di C. fimbriatus. C. colombiana aveva dimensioni maggiori del 50-100% rispetto alle specie moderne.